# Garna
GARNA, справжнє ім'я Альона Ігорівна Левашева (нар. 17 січня 1988, Луганськ, УРСР, СРСР) — українська співачка, авторка пісень. Учасниця українського нацвідбору на Євробачення 2020, проєкту Голос країни (одинадцятий сезон)

## Життєпис

### Ранні роки
Народилася 17 січня 1988 року в Луганську. З п'яти років почала займатися вокалом[джерело?].
У сім років вступила в Луганську середню музичну школу по класу скрипки і фортепіано. Протягом усього навчання в початковій музичній школі була призером в регіональних дитячих конкурсах[джерело?].
У шостому класі школи написала дві перші авторські пісні українською мовою — «Моя скрипка» і «Ранок», — з якими виступила на Луганському обласному композиторському конкурсі й посіла перше місце[джерело?].
Альона Левашева брала участь у дитячих конкурсах «Золотий Дударик», «Пісенні крила Чураївні», Міжнародному музичному конкурсі «В гостях в Айвазовського» тощо[джерело?].
Закінчила Харківську середню спеціалізовану музичну школу-інтернат за класом скрипки.
Після закінчення школи вступила до Харківського національного університету мистецтв імені І. П. Котляревського (скрипка, естрадно-джазовий вокал). Брала участь у багатьох джазових фестивалях, де займала призові місця[джерело?].

### Кар'єра
У 2008 році остаточно переїхала до Харковп, де почала співати та грати на скрипці в естрадно-джазовому оркестрі (біг-бенді) при університеті. Також почала працювати з місцевими колективами в стилях — фанк, джаз, соул та електро-свінг. Її кавер-версія на композицію «Delicate» потрапила у німецький збірник «The electro swing revolution vol.7».
Протягом 2014—2022 років виступалв солісткою кросовер-оркестру Prime Orchestra. За роки концертної діяльності взяла участь у понад тисячі концертів містами України та Європи[джерело?].
У 2019 році зі своїм чоловіком Юрієм Левашевим створила сольний проєкт під назвою GARNA, прем'єра якого відбулася у грудні 2019 року в Києві. Дебютна пісня проєкту «Who we are?» була представлена публіці в рамках Нацвідбору на Євробачення-2020. Автором слів і музики конкурсної композиції виступила сама співачка[джерело?].
У січні 2021 року в ефір вийшов перший випуск шоу Голос Країни (11 сезон), де взяла участь Левашева. На сліпих прослуховуваннях вона виконала хіт Майкла Джексона — Earth Song, а підтримувала артистку перед виступом реперка alyona alyona. Усі тренери розвернули крісла та висловили бажання попрацювати з виконавицею. У результаті Левашева пішла до команди DOROFEEVA.
У червні 2021 року GARNA взяла участь у телевізійному конкурсі «Хіт Конвеєр» на каналі М2 та пройшла у фінал.
З початку повномасштабної війни GARNA активно займається благодійною діяльністю[джерело?].